# 大栗港镇
大栗港镇，是中华人民共和国湖南省益阳市桃江县下辖的一个乡镇级行政单位。

## 行政区划
大栗港镇下辖以下地区：
杨家嘴社区、青山村、黄栗洑村、游家村、牛蹄村、兴坪村、红岩嘴村、金盆村、筑金坝村、刘家村、黄道仑村、五羊坪村、童子山村、朱家村、德茂园村、大栗港村、栗山河村、碑矶村、卢家村、松木桥村、田家坪村、牌形上村、先锋桥村和张家村。